# Mario Sports Superstars
Mario Sports Superstars est un jeu vidéo de sport édité par Nintendo et développé par Bandai Namco Games et Camelot Software Planning, sorti en mars 2017 sur Nintendo 3DS. À l'instar de Mario Sports Mix, le jeu met en scène les personnages issus de l'univers de la série Super Mario en cinq disciplines sportives : football, baseball, tennis, golf et équitation. Le jeu a officiellement été annoncé lors du Nintendo Direct du 1er septembre 2016.

## Système de jeu

### Généralités
Mario Sports Superstars reprend les systèmes de jeu des jeux de sports de la série, à savoir Mario Tennis, Mario Golf, Mario Smash Football et Mario Superstar Baseball. De plus, il introduit une nouvelle discipline : les courses d'équitation. Pour chaque discipline, le joueur peut choisir de jouer librement, de prendre part à des entraînements et de disputer un championnat.

### Personnages
Un total de dix-huit personnages jouables est disponible, dont deux sont à débloquer. Afin de remporter la victoire, le joueur doit tenir compte des catégories que lui proposent les différents personnages du jeu et qui influencent leurs statistiques et leur manière de jouer.
Ainsi, pour le football, le baseball et l'équitation, il y a quatre catégories. Le type équilibre propose des statistiques équilibrées, le type technique dispose d'une meilleure précision, le type vitesse est plus rapide et le type puissance a une meilleure puissance de frappe, ou une meilleure endurance en équitation.
Concernant le tennis, les personnages sont répartis selon six catégories. De ce fait, un personnage complet dispose de statistiques plutôt équilibrées, alors qu'un type technique a tendance à mieux envoyer les balles dans les coins du court. De même, le type défense voit ses réceptions de balles facilitées, tandis qu'un type puissance peut envoyer des coups rapides au détriment de sa vitesse. Enfin, un type ruse envoie des balles dont la trajectoire est incurvée, rendant ainsi sa direction plus aléatoire, et un type vitesse bénéficie d'un excellente vitesse de déplacement sur le terrain.
Enfin, le golf classe les personnages en trois catégories : droit, c'est-à-dire que le balle tirée ne s'incurve pas, fade, dont la balle frappée par la gauche s'incurve vers la droite, et draw, par opposition au type fade.
| Personnage      | Football  | Baseball  | Tennis    | Golf  | Équitation |
| --------------- | --------- | --------- | --------- | ----- | ---------- |
| Mario           | équilibre | équilibre | complet   | droit | équilibre  |
| Luigi           | équilibre | équilibre | complet   | fade  | équilibre  |
| Yoshi           | équilibre | équilibre | vitesse   | droit | équilibre  |
| Birdo           | équilibre | équilibre | vitesse   | fade  | équilibre  |
| Peach           | technique | technique | technique | droit | technique  |
| Daisy           | technique | technique | complet   | draw  | technique  |
| Waluigi         | technique | technique | défense   | draw  | technique  |
| Boo             | technique | technique | ruse      | draw  | technique  |
| Bébé Mario      | vitesse   | vitesse   | vitesse   | droit | vitesse    |
| Bébé Luigi      | vitesse   | vitesse   | technique | fade  | vitesse    |
| Diddy Kong      | vitesse   | vitesse   | vitesse   | draw  | vitesse    |
| Bowser Jr.      | vitesse   | vitesse   | ruse      | droit | vitesse    |
| Donkey Kong     | puissance | puissance | puissance | draw  | puissance  |
| Wario           | puissance | puissance | puissance | fade  | puissance  |
| Bowser          | puissance | puissance | puissance | fade  | puissance  |
| Harmonie        | puissance | puissance | ruse      | fade  | puissance  |
| Mario de métal  | puissance | puissance | puissance | draw  | puissance  |
| Peach d'or rose | puissance | puissance | puissance | droit | puissance  |

Par ailleurs, le jeu est compatible avec des cartes amiibo spécialement conçues pour lui. Il y en a un total de quatre-vingt-dix.

## Développement
Mario Sports Superstars a été annoncé lors du Nintendo Direct du 1er septembre 2016.

## Accueil

### Critiques
Le jeu a reçu des critiques globalement positives. Les sites de compilations de critiques GameRankings et Metacritic lui accordent une moyenne de 52 et 65 %, calculées respectivement sur sept et vingt-quatre critiques,.
Bien que Jeuxvideo.com salue la réunion de cinq disciplines sportives en une seule cartouche de jeu ainsi que sa rapide prise en main, il déplore cependant le manque de profondeur de certains sports, comme le football et le baseball. Le manque d'un mode multijoueurs avec une seule cartouche est également regretté. En revanche, Gameblog, qui s'accorde avec Jeuxvideo.com sur le mode multijoueurs, décrit le gameplay comme étant accessible, la réalisation « soignée » et le challenge « relevé », et le considère comme un « indispensable ».

### Ventes
|        | Japon   | Amérique du Nord | Europe  | Autres | Total   |
| ------ | ------- | ---------------- | ------- | ------ | ------- |
| Ventes | 130 000 | 180 000          | 120 000 | 30 000 | 460 000 |